# Принс Џорџ (Вирџинија)
Принс Џорџ (енгл. Prince George) насељено је место без административног статуса у америчкој савезној држави Вирџинија.

## Демографија
По попису из 2010. године број становника је 2.066.
| Група             | 2000.    | 2010.         |
| Белци             | 0 (0,0%) | 1.409 (68,2%) |
| Афроамериканци    | 0 (0,0%) | 459 (22,2%)   |
| Азијати           | 0 (0,0%) | 20 (1,0%)     |
| Хиспаноамериканци | 0 (0,0%) | 129 (6,2%)    |
| Укупно            | 0        | 2.066         |